# Next Generation ATP Finals
De Next Generation ATP Finals is een tennistoernooi voor mannen aan het eind van het seizoen. De eerste 5 jaar vindt het toernooi plaats in Milaan. Alleen de zeven beste tennissers onder 21 jaar uit het enkelspel (plus een wildcard, van het betreffende seizoen mogen deelnemen. In dit toernooi worden geen punten voor de ATP Rankings toegekend en eindwinst wordt niet officieel beschouwd als een toernooiwinst in het ATP-circuit. In 2023 verhuisde het toernooi naar Saoedi Arabië. De leeftijdsgrens aangepast naar 20 jaar in 2024.
In dit toernooi wordt geëxperimenteerd met een aantal nieuwe regels. Zo wordt er gespeeld naar 3 in plaats van 2 gewonnen sets, naar 4 in plaats van 6 games per set, een tiebreak bij een 3-3-stand in de set, een no-ad-scoresysteem (waarbij niet langer gebruik wordt gemaakt van deuce, degene die bij dergelijke stand het volgende punt wint, wint de game) en geen lets. Ook regels inzake tijd zijn aangepast: de wedstrijd zal 5 minuten na het betreden van de court door de tweede speler beginnen, de opslag mag niet langer dan 25 seconden bedragen, er is maximaal één medische time-out per speler per wedstrijd toegestaan, de tijd die de coaches hebben om met hun spelers te overleggen is beperkt en het publiek is niet langer verplicht om op zijn plaats te blijven zitten tijdens de wedstrijd (ze mogen enkel niet in de buurt van de baseline komen). Tot slot wordt ook het scheidsrechterssysteem gewijzigd: er zijn geen lijnrechters meer aanwezig (waardoor de umpire als enige op de court zal aanwezig zijn) en alle ballen op of in de buurt van de lijn worden door de Hawk-Eye beoordeeld. Hierdoor is de beslissing onherroepelijk. Voetfouten kunnen echter nog wel betwist worden; deze kan worden herbekeken met behulp van een camera die op de voeten van de speler is gericht.
| Jaar                       | Locatie                                | Kampioen                               | Verliezer                              | Score                                  |
| Next Generation ATP Finals | Next Generation ATP Finals             | Next Generation ATP Finals             | Next Generation ATP Finals             | Next Generation ATP Finals             |
| -------------------------- | -------------------------------------- | -------------------------------------- | -------------------------------------- | -------------------------------------- |
| 2017                       | Milaan                                 | Chung Hyeon                            | Andrej Roebljov                        | 3-4(5), 4-3(2), 4-2, 4-2               |
| 2018                       | Milaan                                 | Stéfanos Tsitsipás                     | Alex de Minaur                         | 2-4, 4-1, 4-3(3), 4-3(3)               |
| 2019                       | Milaan                                 | Jannik Sinner                          | Alex de Minaur                         | 4-2, 4-1, 4-2                          |
| 2020                       | Geen toernooi wegens de coronapandemie | Geen toernooi wegens de coronapandemie | Geen toernooi wegens de coronapandemie | Geen toernooi wegens de coronapandemie |
| 2021                       | Milaan                                 | Carlos Alcaraz                         | Sebastian Korda                        | 4-3(5), 4-2, 4-2                       |
| 2022                       | Milaan                                 | Brandon Nakashima                      | Jiří Lehečka                           | 4-3(5), 4-3(6), 4-2                    |
| 2023                       | Jeddah                                 | Hamad Medjedovic                       | Arthur Fils                            | 3–4(6), 4–1, 4–2, 3–4(9), 4–1          |
| 2024                       | Jeddah                                 | João Fonseca                           | Learner Tien                           | 2–4, 4–3(8), 4–0, 4–2                  |

2017 · 2018 · 2019 · 2020 · 2021 · 2022 · 2023 · 2024
ITF-toernooien (mannen en vrouwen)

ATP-toernooien (mannen) – ATP-seizoen 2025

WTA-toernooien (vrouwen) – WTA-seizoen 2025

Voormalige toernooien mannen
Voormalige toernooien vrouwen
Voormalige amateurtoernooien